# Túmul de Lamas

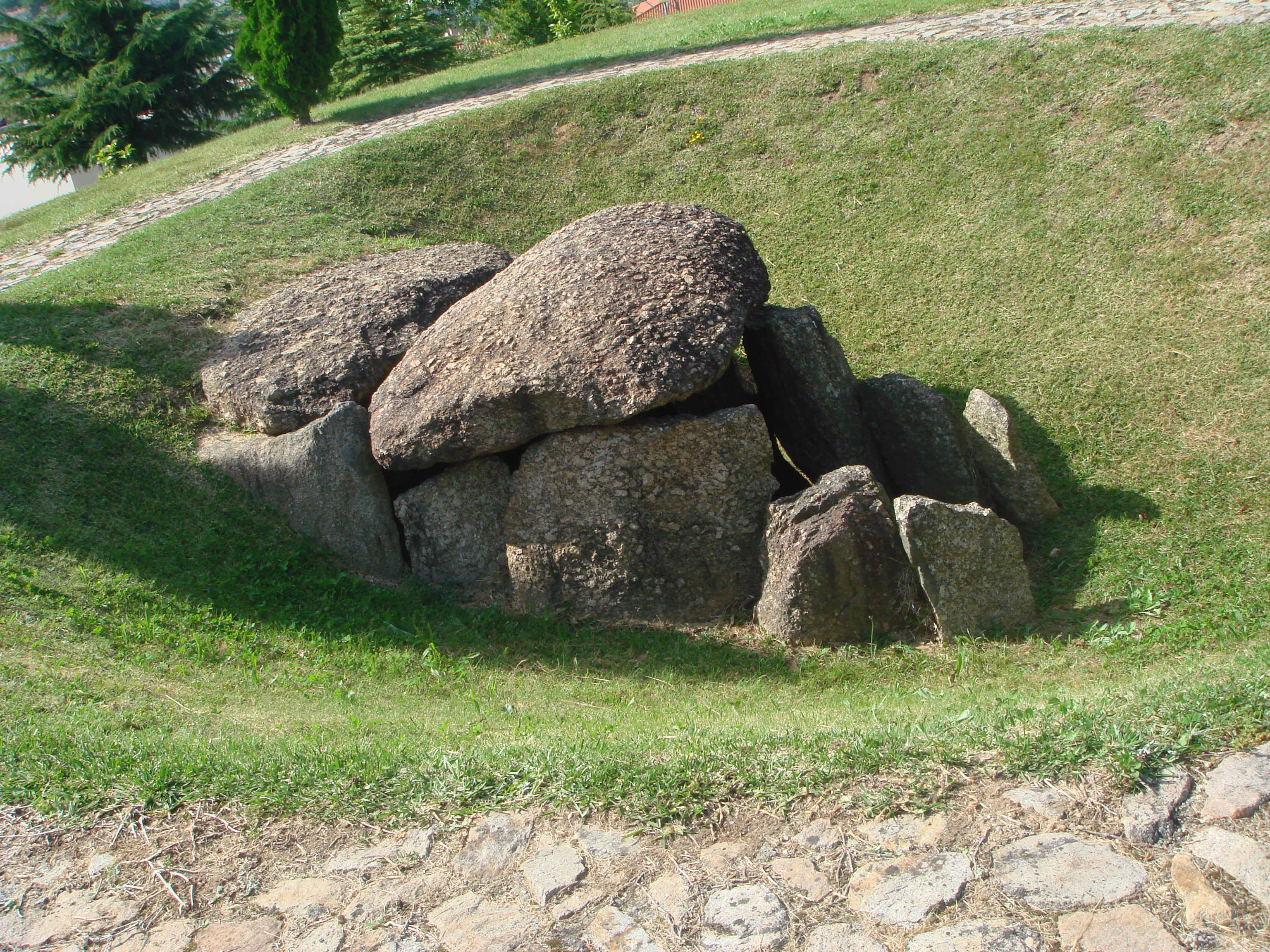

El túmul de Lamas és un monument megalític que està situat en la freguesia de Lamas, al municipi de Braga, Portugal. El túmul de Lamas és dins el Nucli Museològic de Lamas.
El monument fou edificat en el Neolític (si fa no fa al 3000 ae), i té les dimensions mitjanes d'un túmul. Cobria un dolmen del qual resten només tres lloses conservades in situ, i la resta se'n troba a la rodalia del túmul. El seu descobriment va revelar informacions sobre el passat de la zona.
Al febrer de 1993, mentre s'urbanitzava la zona, eixí al descobert l'estructura d'un túmul megalític encara protegit per les terres de la sepultura. Al febrer de 2019, la Cambra Municipal de Braga va obrir el procediment de classificació del túmul de Lamas com a Bé cultural d'interés municipal.